# Lachnellula calycina
Lachnellula calycina är en svampart som först beskrevs av Paul Vuillemin, och fick sitt nu gällande namn av Pier Andrea Saccardo 1889. Lachnellula calycina ingår i släktet Lachnellula och familjen Hyaloscyphaceae.   Inga underarter finns listade i Catalogue of Life.